# Мар, Аллан
А́ллан Мар (англ. Allan Maher, произносится [ˈælən ma:]; род. 21 июля 1950 года) — австралийский футболист, выступал на позиции вратаря, участник чемпионата мира 1974 года.

## Биография
Аллан Мар выступал за клубы «Сазерленд Шаркс» и «Маркони Стэллионс» национальной футбольной лиги Австралии. В 1979 году в составе «Маркони Стэллионс» Мар стал чемпионом лиги.
С 1974 года начал выступать за вторую сборную Австралии. На чемпионат мира 1974 был включён в заявку в качестве запасного голкипера. В 1976 году провёл свой дебютный матч за первую национальную сборную — товарищескую игру с Индонезией. Участвовал в отборочных турнирах к чемпионатам мира 1978 и 1982 годов, на которые Австралия пробиться не сумела. Завершил карьеру в сборной в 1981 году.
| Матчи и пропущенные голы Аллана Мара за первую сборную Австралии | Матчи и пропущенные голы Аллана Мара за первую сборную Австралии | Матчи и пропущенные голы Аллана Мара за первую сборную Австралии | Матчи и пропущенные голы Аллана Мара за первую сборную Австралии | Матчи и пропущенные голы Аллана Мара за первую сборную Австралии | Матчи и пропущенные голы Аллана Мара за первую сборную Австралии | Матчи и пропущенные голы Аллана Мара за первую сборную Австралии |
| ---------------------------------------------------------------- | ---------------------------------------------------------------- | ---------------------------------------------------------------- | ---------------------------------------------------------------- | ---------------------------------------------------------------- | ---------------------------------------------------------------- | ---------------------------------------------------------------- |
| №                                                                | Дата                                                             | Место проведения                                                 | Соперник                                                         | Счёт                                                             | Голы                                                             | Турнир                                                           |
| 1                                                                | 20 октября 1976                                                  | Джакарта, Индонезия                                              | Индонезия                                                        | 1:1                                                              | 1                                                                | Товарищеский матч                                                |
| 2                                                                | 22 октября 1976                                                  | Сингапур                                                         | Сингапур                                                         | 1:0                                                              | -                                                                | Товарищеский матч                                                |
| 3                                                                | 19 марта 1977                                                    | Сува, Фиджи                                                      | Фиджи                                                            | 0:1                                                              | 1                                                                | Товарищеский матч                                                |
| 4                                                                | 10 июля 1977                                                     | Аделаида, Австралия                                              | Гонконг                                                          | 3:0                                                              | -                                                                | Отбор к ЧМ-1978                                                  |
| 5                                                                | 14 августа 1977                                                  | Мельбурн, Австралия                                              | Иран                                                             | 0:1                                                              | 1                                                                | Отбор к ЧМ-1978                                                  |
| 6                                                                | 28 августа 1977                                                  | Сидней, Австралия                                                | Южная Корея                                                      | 2:1                                                              | 1                                                                | Отбор к ЧМ-1978                                                  |
| 7                                                                | 16 октября 1977                                                  | Сидней, Австралия                                                | Кувейт                                                           | 1:2                                                              | 2                                                                | Отбор к ЧМ-1978                                                  |
| 8                                                                | 23 октября 1977                                                  | Сеул, Республика Корея                                           | Южная Корея                                                      | 0:0                                                              | -                                                                | Отбор к ЧМ-1978                                                  |
| 9                                                                | 30 октября 1977                                                  | Гонконг                                                          | Гонконг                                                          | 5:2                                                              | 2                                                                | Отбор к ЧМ-1978                                                  |
| 10                                                               | 13 ноября 1977                                                   | Сингапур                                                         | Сингапур                                                         | 2:0                                                              | -                                                                | Товарищеский матч                                                |
| 11                                                               | 19 ноября 1977                                                   | Кувейт, Кувейт                                                   | Кувейт                                                           | 0:1                                                              | 1                                                                | Отбор к ЧМ-1978                                                  |
| 12                                                               | 25 ноября 1977                                                   | Тегеран, Иран                                                    | Иран                                                             | 0:1                                                              | 1                                                                | Отбор к ЧМ-1978                                                  |
| 13                                                               | 14 июня 1978                                                     | Аделаида, Австралия                                              | Греция                                                           | 0:1                                                              | 1                                                                | Товарищеский матч                                                |
| 14                                                               | 11 ноября 1980                                                   | Афины, Греция                                                    | Греция                                                           | 3:3                                                              | 1*                                                               | Товарищеский матч                                                |
| 15                                                               | 2 декабря 1980                                                   | Беэр-Шева, Израиль                                               | Израиль                                                          | 1:0                                                              | -                                                                | Товарищеский матч                                                |
| 16                                                               | 5 декабря 1980                                                   | Гонконг                                                          | Гонконг                                                          | 0:1                                                              | 1                                                                | Товарищеский матч                                                |
| 17                                                               | 7 декабря 1980                                                   | Джакарта, Индонезия                                              | Индонезия                                                        | 1:1                                                              | 1                                                                | Товарищеский матч                                                |
| 18                                                               | 25 апреля 1981                                                   | Окленд, Новая Зеландия                                           | Новая Зеландия                                                   | 3:3                                                              | 3                                                                | Отбор к ЧМ-1982                                                  |
| 19                                                               | 20 мая 1981                                                      | Мельбурн, Австралия                                              | Индонезия                                                        | 2:0                                                              | -                                                                | Отбор к ЧМ-1982                                                  |
| 20                                                               | 10 июня 1981                                                     | Аделаида, Австралия                                              | Тайвань                                                          | 3:2                                                              | 2                                                                | Отбор к ЧМ-1982                                                  |
| 21                                                               | 26 июля 1981                                                     | Сува, Фиджи                                                      | Фиджи                                                            | 4:1                                                              | 1                                                                | Отбор к ЧМ-1982                                                  |

*Мар вышел на замену на 75-й минуте, к тому времени счёт был 2:1 в пользу греков. 
Итого: 21 матча / 20 пропущенных голов; 9 побед, 5 ничьих, 7 поражений.